# Turrivalignani
Turrivalignani ist eine italienische Gemeinde mit 800 Einwohnern und liegt in der Nähe von Scafa und Manoppello in der Provinz Pescara.

## Geografie
Die Gemeinde erstreckt sich über circa sechs Quadratkilometer.
Zu den Ortsteilen (Fraktionen) zählt Pescarina.
Die Nachbargemeinden sind: Alanno, Lettomanoppello, Manoppello und Scafa.

## Weinbau
In der Gemeinde werden Reben der Sorte Montepulciano für den DOC-Wein Montepulciano d’Abruzzo angebaut.